# 大平貴臣
大平貴臣（おおひら たかのり、1980年3月 - ）は、日本の建築家。建築・インテリアデザイン会社OSKA&PARTNERS/大平貴臣建築設計事務所を主宰。東京都生まれ。2004年 3月 日本大学大学院理工学研究科博士前期課程（今村雅樹研究室）修了。 2007年 11月 大平貴臣建築設計事務所設立。2012年 4月 OSKA&PARTNERS　共同設立。 2014年 4月 株式会社OSKA&PARTNERSに法人化。
代表作に、アパートメントS代々木VILLAGE by kurkku内にある「kurkku office」の内部設計、Ｔ邸、パッソノヴィータ（千葉県八千代市）、隙棟の庫裡House-T（2006／東京都）など。『映画の間取り』（WOWOW「映画の間取り」編集部）図面監修。 2003年 6月 第三回京の町家コンペ最優秀作品賞。2007年 5月 DT DESIGN AWARDS 2006 グランプリ。2007年 11月 第14回ユニオン造形デザイン賞 佳作。 2008年 2月 住宅セレクションVol.2　家の風景・風景の家 優秀賞。2015年 6月 JCD Design Awards 2015 BEST 100。